# Campodorus rubens
Campodorus rubens là một loài tò vò trong họ Ichneumonidae.